# Eneopterinae
Eneopterinae zijn een onderfamilie van rechtvleugelige insecten die behoort tot familie krekels (Gryllidae).

## Taxonomie
De volgende taxa zijn bij de onderfamilie ingedeeld:
- Geslachtengroep Eneopterini Saussure, 1893
  - Geslacht Eneoptera Burmeister, 1838
  - Geslacht Ligypterus Saussure, 1878
  - Geslacht Ponca Hebard, 1928
- Geslachtengroep Eurepini Otte & Alexander, 1983
  - Geslacht Eurepa Walker, 1869
  - Geslacht Myara Otte & Alexander, 1983
  - Geslacht Arilpa Otte & Alexander, 1983
  - Geslacht Eurepella Otte & Alexander, 1983
  - Geslacht Salmanites Chopard, 1951
- Geslachtengroep Lebinthini Robillard, 2004
  - Geslacht Agnotecous Saussure, 1878
  - Geslacht Cardiodactylus Saussure, 1878
  - Geslacht Centuriarus Robillard, 2011
  - Geslacht Lebinthus Stål, 1877
- Geslachtengroep Nisitrini Robillard, 2004
  - Geslacht Nisitrus Saussure, 1878
  - Geslacht Paranisitra Chopard, 1925
- Geslachtengroep Xenogryllini Robillard, 2004
  - Geslacht Pseudolebinthus Robillard, 2006
  - Geslacht Xenogryllus Bolívar, 1890
- Geslacht Adenophallusia de Mello & de Camargo e Mello, 1996
- Geslacht Alexandrina Otte & Perez-Gelabert, 2009
- Geslacht Antillicharis Otte & Perez-Gelabert, 2009
- Geslacht  † Brontogryllus Martins-Neto, 1991
- Geslacht Carylla Otte & Perez-Gelabert, 2009
- Geslacht Dongwana Otte & Perez-Gelabert, 2009
- Geslacht Jabulania Otte & Perez-Gelabert, 2009
- Geslacht Knyella Otte & Perez-Gelabert, 2009
- Geslacht Laurellia Otte & Perez-Gelabert, 2009
- Geslacht Margarettia Otte & Perez-Gelabert, 2009
- Geslacht Mashiyana Otte & Perez-Gelabert, 2009
- Geslacht Picinguaba de Mello, 1990
- Geslacht  † Proecanthus Sharov, 1968
- Geslacht Sabelo Otte & Perez-Gelabert, 2009
- Geslacht Sipho Otte & Perez-Gelabert, 2009
- Geslacht Stenoecanthus Chopard, 1912
- Geslacht Swezwilderia Chopard, 1929
- Geslacht Walkerana Otte & Perez-Gelabert, 2009